# Elastická vlákna

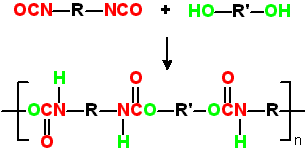
Vzorec polyurethanu

Elastická vlákna jsou definována jako vlákna, která se dají natáhnout na nejméně trojnásobnou délku a po uvolnění tahu se vrátí na (téměř) původní rozměr.

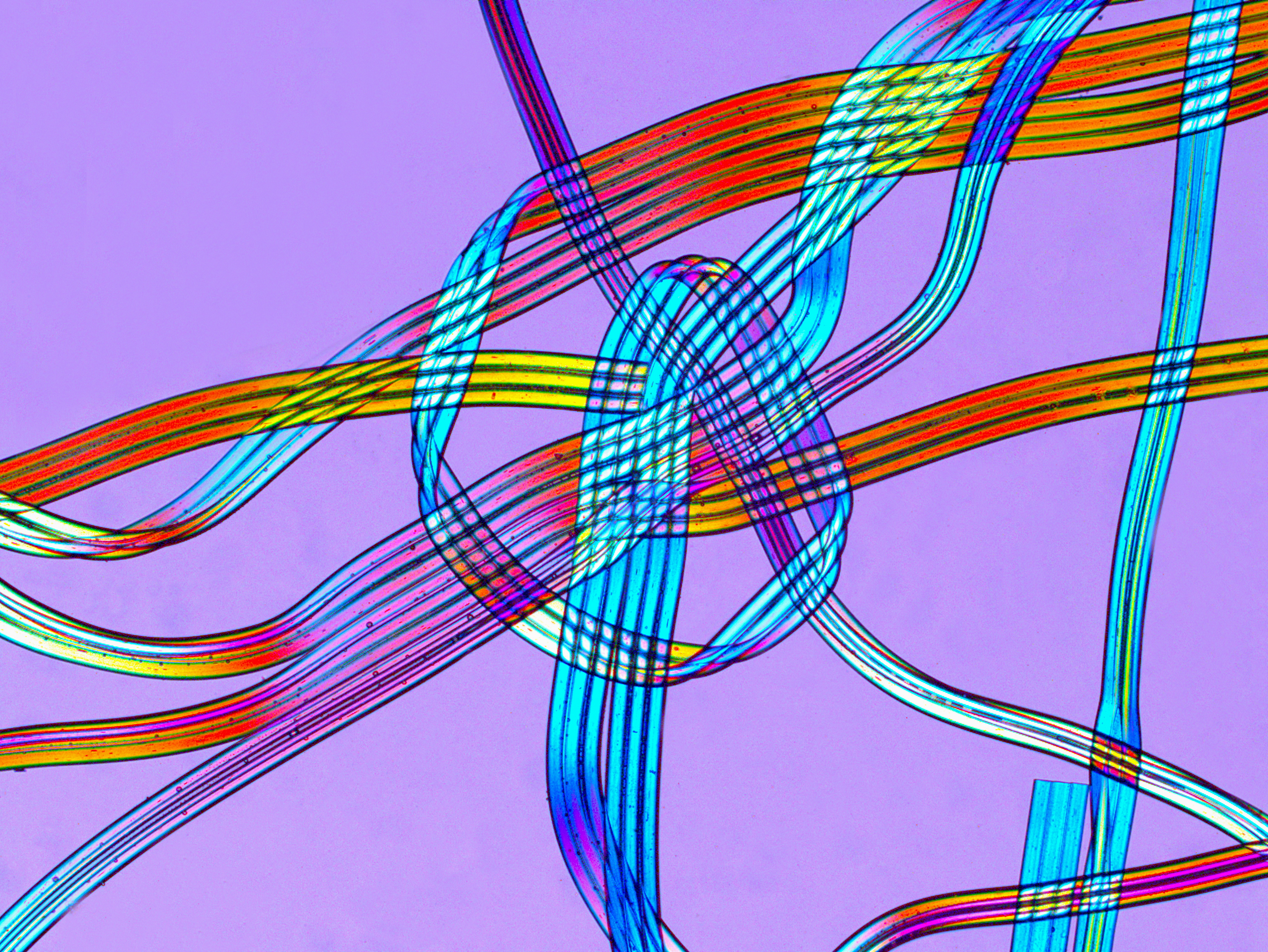
Polyuretanová vlákna 100 x zvětšená

## Historie
Vznik elastického vlákna se zakládá na vynálezu polyadice  diisokyanátu německých  chemiků Bayera a Rinkeho z roku 1937. Průmyslová výroba elastanu začala v roce 1959 pod značkou Lycra™ (v USA se ustálilo označení spandex). Asi ve stejné době vznikly značky Vyrene™ (US Robber Co.) a  Dorlastan™ (Bayer AG).
Celosvětová produkce se zvýšila z 90x103 tun v roce 1995 na cca 1,24x106 tun v roce 2022.. Na celkové sumě se  podílely čínské firmy s více než 80 %, největší výrobce byla jihokrejská firma Hyosung se značkou Creora™. Průměrná cena za příze 40 dtex se pohybovala mezi 4 a 8 €/kg.

## Výroba vlákna

### Zvlákňovací roztok
Naprostá většina elastických vláken se vyrábí z kopolymeru s hlavní složkou polyuretan.  
Vedle toho se ve světě používá ke zvlákňování s určitými výhodami několik druhů sloučenin. Známé jsou zejména:
- kopolymer polyester/polyether (od 1990 u japonské firmy Teijin)
- kopolymer ethylen/okten (od 2002 u Dow Chemical)
- kopolymer propan-1,3-diol/kyselina tereftalová (od 2002 pod značkou T400 u firmy DuPont)
- roztok z přírodního kaučuku nebo umělého latexu – popsaný ve článku Pryžová vlákna[5] [6]

#### Tvorba polyuretanového roztoku
Polyadicí diisokyanátu se tvoří vysoce molekulární řetězec ze střídavě (dlouhého)„měkkého“ a (krátkého) „tvrdého“ segmentu s vynikající pohyblivostí, která umožňuje roztažnost polyuretanového vlákna na několik set procent. Polymer se tvoří ve dvou fázích. V první fázi vzniká tzv. prepolymer, který se ve druhé fázi rozpouští v arotické  polárním rozpouštědle.

### Zvlákňování
Asi 80 % elastanů se vyrábí suchým zvlákňováním (mimo toho se používá také mokré, reaktivní a tavné zvlákňování).
Výrobní postup suchého zvlákňování elastanu: Roztok  dimethylformamidu nebo dimethylacetamidu » zvlákňovací tryska » odpařovací roura » spojení 4 nebo více vláken do multifilamentu nepravým zákrutem (současná emulse 2-6 % parafinu nebo silikonu) » navíjení (200-1000 m/min).

## Vlastnosti elastických vláken

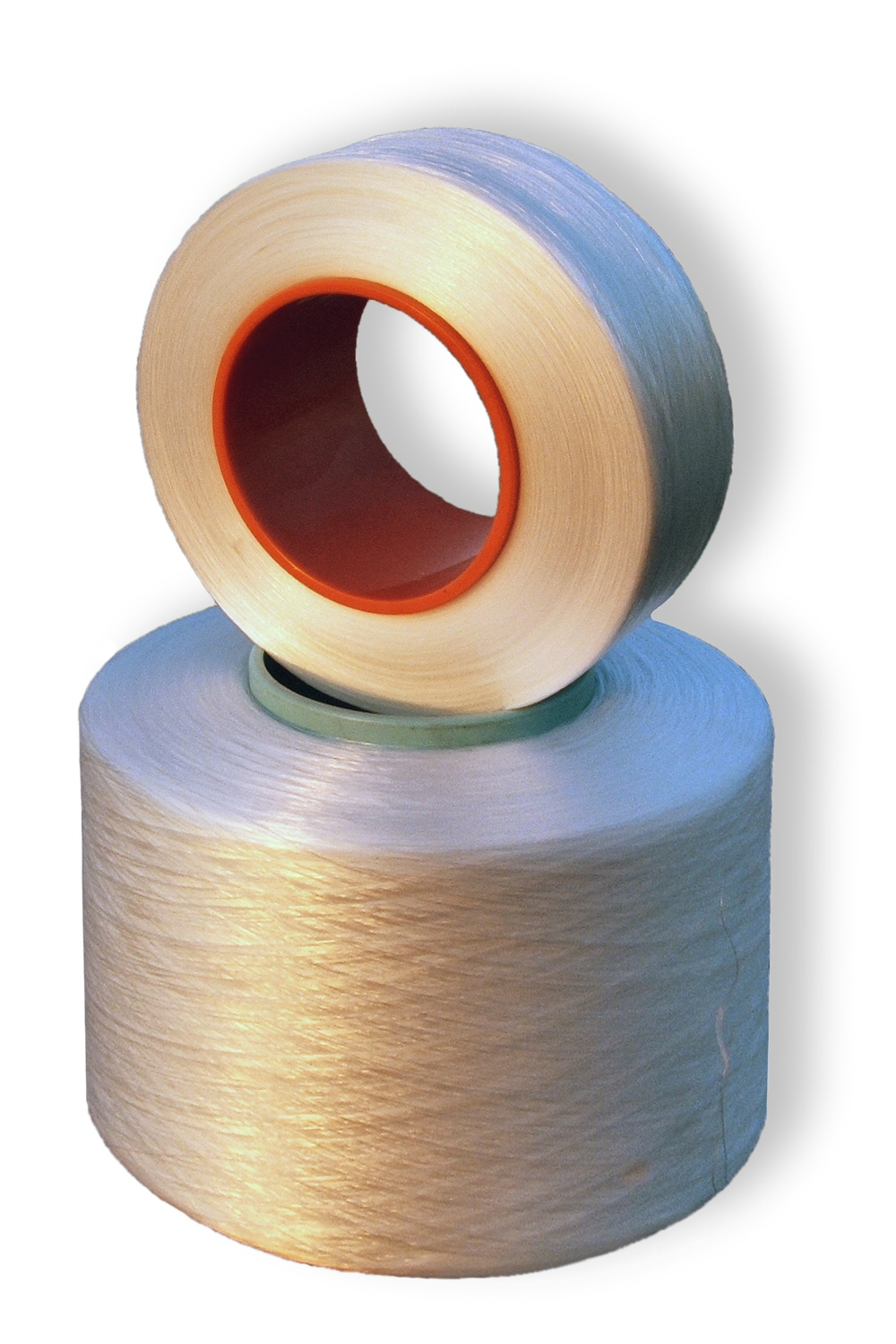
Elastanový filament

Polyuretanový elastan musí obsahovat nejméně 85 % segmentovaného polyuretanu.
Vlákno se vyrábí jen ve formě filamentu v jemnostech 1-5000 tex. Hustota 1,15-1,35 g/cm3, navlhavost 0,5-1,5 %, tažná pevnost 5-12 cN/tex, roztažnost 400–700 %, teplota tání 230–260 °C. Vlákna jsou odolná proti zředěným kyselinám i alkáliím a snadno se barví nebo i bělí.

## Druhy a způsoby zpracování elastické příze
Elastany se zpracovávají nejčastěji ve formě jádrové příze, tj. 5–7 % váhového množství elastického filamentu (s tloušťkou až pod 40 tex) opředeného bavlnou, viskózou nebo polyamidem. Příze se obvykle fixuje pařením (30min. při 110 °C).
- Tkaniny se vyrábí s obsahem elastických přízí maximálně do 10 %. Elastomery se zanáší do tkaniny napnuté až k mezi roztažnosti, po zatkání se sráží a fixují zpravidla pařením tkaniny.
- Osnovní pleteniny mohou mít 20–40 % váhového podílu elastických vláken (tyl, šarmé,[10] powernet)

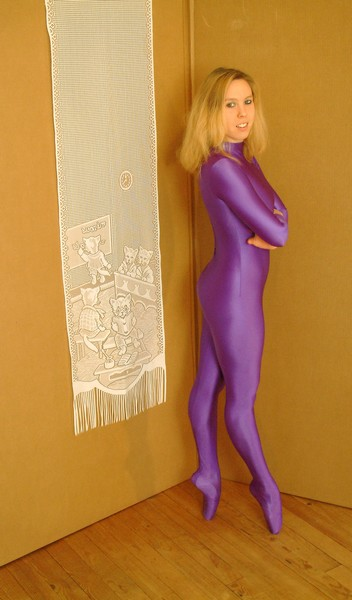
Baletka v overalu z elastanu

- V zátažných pleteninách se musí elastická nit vždy zaplétat společně s neelastickou (krytá pletenina) nebo s vloženou elastickou nití[11]
- Na tzv. prýmkových splétacích strojích[12] se vyrábí (také) elastické prýmky
- Netkané textilie se vyrábí s obsahem speciálních druhů elastomerů. Podrobnosti o technologii výroby nejsou veřejně známé.
- Nitě na šití mohou obsahovat (obvykle ve směsi s polyesterem) až 50 % elastických vláken.[13] Podrobnosti o výrobě nejsou publikovány.

## Použití elastických textilií
- Tkaniny: svrchní a sportovní oděvy, nábytkové a automobilové potahy, elast. stuhy
- Osnovní pleteniny: dámské spodní prádlo, plavky, elastické prýmky
- Zátažné pleteniny: sportovní a domácí oděvy, punčochy, ponožky
- Splétané textilie: elast. prýmky
- Netkané textilie: elastické pleny a hygienické vložky
- Šicí nitě: např. pro řasení a v lemech tkanin i pletenin[9]